# 30417 Staudt
30417 Staudt è un asteroide della fascia principale. Scoperto nel 2000, presenta un'orbita caratterizzata da un semiasse maggiore pari a 2,6594733 UA e da un'eccentricità di 0,2052479, inclinata di 3,60854° rispetto all'eclittica.